# ترجمة آلية عصبية
الترجمة الآلية العصبية هي طريقة للترجمة الآلية تستخدم شبكة عصبية صناعية لتوقع احتمالية وجود كلمات متتالية. تصميم الترجمة الآلية العصبية العميقة هي امتداد للترجمة الآلية العصبية. كلاهما يستخدم شبكة عصبية كبيرة والفرق أن الترجمة الآلية العصبية العميقة تعالج طبقات متعددة للشبكات العصبية بدلا من طبقة واحدة فقط.

## الخصائص
- لا تتطلب سوى جزء صغير من الذاكرة التي تحتاج إليها نماذج الترجمة الآلية الإحصائية[الإنجليزية].[2]
- تحتاج إلى وحدة معالجات الرسوميات GPU للتدريب والترجمة.[3]

## التاريخ
ظهرت تطبيقات التعلم العميق في التعرف على الكلام في التسعينيات. نشر أحد أول البحوث العلمية في استخدام الشبكات العصبية في الترجمة الآلية في عام 2014 وتلته الكثير من التطورات في السنوات القليلة التالية مثل طريقة ترجمة أجزاء الكلمات لمعالجة الكلمات النادرة.

## الفرق
هو استعمال تضمين الكلمات في الترجمة الآلية العصبية أهم فرق بينها والترجمة الآلية الإحصائية. تصلح الشبكات العصبية الالتفافية للجمل الطويلة ولكنها لم تستخدم في البداية إلا في عام 2017 عند ظهور طريقة الانتباه.